# Internet Systems Consortium
Pour les articles homonymes, voir ISC.
L'Internet Systems Consortium, abrégé par le sigle ISC, est un consortium public à but non lucratif dont le but est d'aider à la mise en œuvre d'un « Internet universel auto-organisé ». Il s'agit d'une structure indépendante, les développeurs y participant créent et maintiennent notamment des logiciels comme une  distribution DHCP (serveur et client), BIND (serveur DNS) ou encore d'InterNetNews (INN).
L'ISC héberge également un des 13 serveurs racines du DNS (F) ainsi que des archives Usenet.

## Historique de l'ISC
L'ISC a été créé en 1994 sous le nom d'Internet Software Consortium pour permettre le développement de BIND jusque-là développé par l'Université de Berkeley et Vixie Enterprise. L'ISC change de nom (mais pas de sigle, par rétroacronymie) pour Internet Systems Consortium en 2004.